# Mastaba

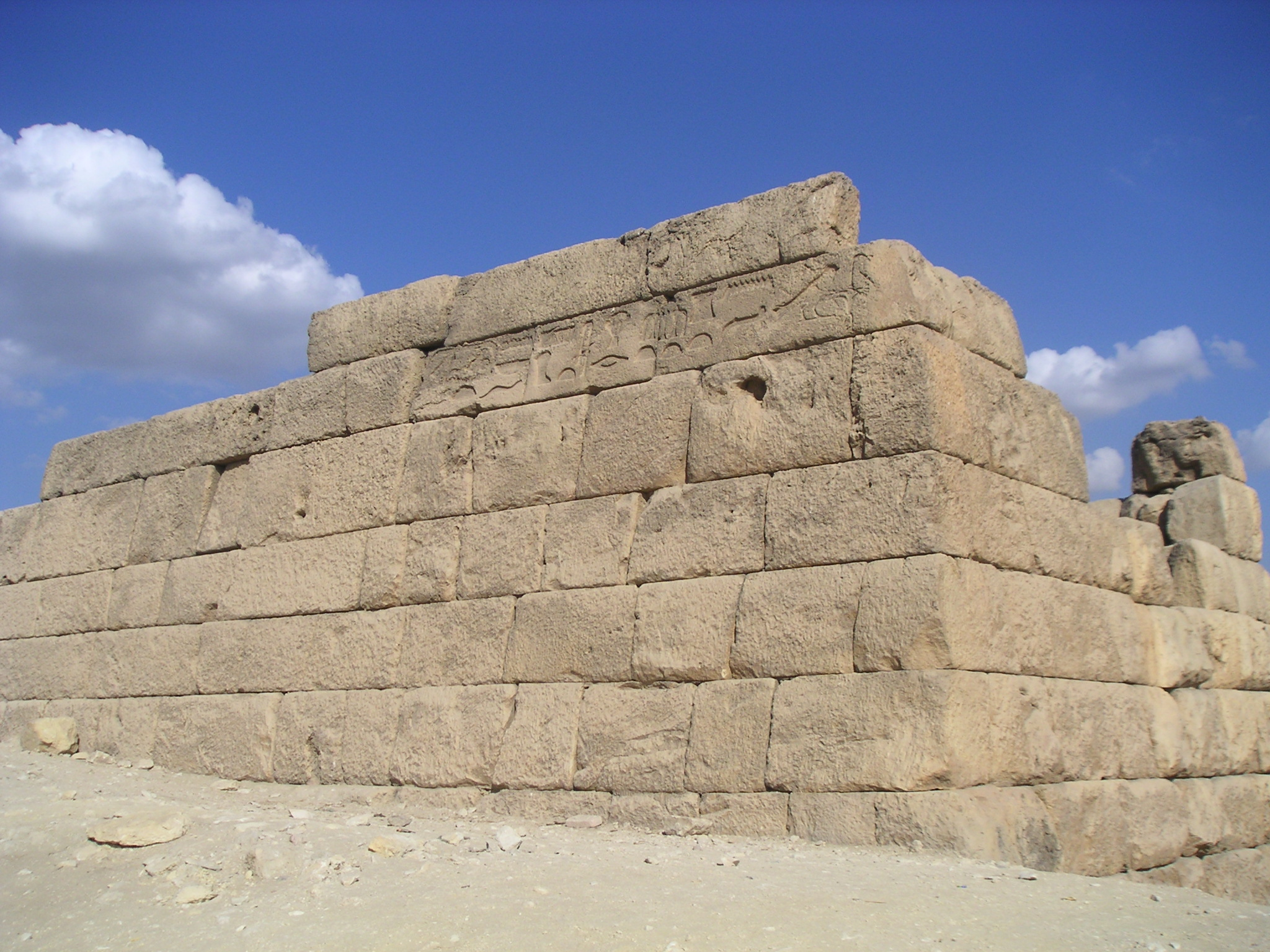
Le mastaba de Khoufoukhaf Ier, fils et prêtre de Khéops - Gizeh.

Le mastaba est un édifice funéraire égyptien servant de sépulture aux rois des deux premières dynasties, ainsi qu'aux hauts dignitaires, de l'époque archaïque au Moyen Empire. Ces tombes aériennes sont précédées dès l'Ancien Empire par des tombes souterraines logées à flanc de coteau en bordure des nécropoles, tels les hypogées et les syringes.
Les vestiges à demi enfouis de ces énigmatiques constructions rappelèrent aux Arabes du XIXe siècle les fameux bancs communément placés devant les demeures modernes. C'est pourquoi ceux-ci les baptisèrent المصطبة maṣṭabaʰ, terme arabe signifiant « terrasse ».
Les mastabas sont souvent des tombes familiales et l'on y trouve donc plusieurs puits, et même parfois plusieurs caveaux dans un même puits, creusés à différentes profondeurs.
Le plus célèbre de ces édifices est sans doute le mastaba el-Faraoun, sépulture royale de la IVe dynastie, dont l'aspect (en forme de sarcophage) tranchait avec la tradition de la forme pyramidale de cette période.

## Structure

Structure d'un mastaba.

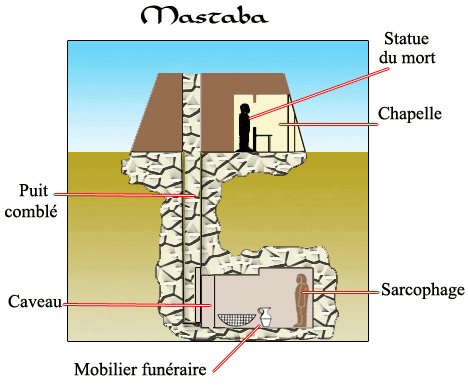
Dessin permettant de visualiser l'intérieur d'un mastaba : chapelle, puits, caveau, mobilier funéraire et sarcophage

Extérieurement, un mastaba est une construction rectangulaire aux murs de briques crues ou de pierres taillées, d'abord droits, puis progressivement légèrement inclinés vers l'intérieur comme la base d'une pyramide. Les matériaux de construction extérieurs étaient initialement des briques faites de boue séchée au soleil, facilement disponible sur le Nil. Même après l'utilisation de matériaux plus durables comme la pierre, toutes les structures monumentales, à l'exception des plus importantes, étaient construites en briques de boue. Les mastabas étaient souvent quatre fois plus longs que larges, et beaucoup atteignaient au moins une dizaine de mètres de haut. Ils étaient orientés nord-sud, ce qui, selon les Égyptiens, était essentiel pour accéder à l'au-delà.
Une porte donne accès à une chapelle funéraire. Les parois de cette pièce, parallèles aux murs extérieurs du mastaba, peuvent être recouvertes de scènes de la vie quotidienne du défunt. Sur le mur, face à la porte, est gravée une fausse porte qui mène symboliquement vers le royaume des morts. Cette porte est conçue pour faciliter le retour du défunt dans le royaume des vivants. Un puits, partant du sommet du mastaba, s'enfonce dans le sol jusqu'à plus de vingt mètres de profondeur selon l'importance du dignitaire et donne sur la chambre funéraire où repose le défunt dans son sarcophage.

## Origine
Les mastabas sont une évolution des tertres funéraires (tumulus) élevés au-dessus des fosses où étaient déposés le défunt et son équipement funéraire à l'époque prédynastique. Ce tertre, qui représente la butte primordiale d'où naquit le soleil selon la mythologie héliopolitaine, devait être entouré d'une ceinture de pierre. L'infrastructure abritait la dépouille du personnage tandis que la superstructure était destinée à son culte.
 style="font-size:90%;"
 style="font-size:90%;"
 style="font-size:90%;"
 style="font-size:90%;"
 style="font-size:90%;"
 style="font-size:90%;"
 style="font-size:90%;"
 style="font-size:90%;"
 style="font-size:90%;"
 style="font-size:90%;"
 style="font-size:90%;"
 style="font-size:90%;"
 style="font-size:90%;"
 style="font-size:90%;"
 style="font-size:90%;"
 style="font-size:90%;"
|               |  |                             |                |                |            |                                                               |  |  |  |  |  |  |  |  |  |  |  |  |  |
| Oumm el-Qa'ab |  | Tombe B0/1/2                | Dynastie 0 (?) | Iry-Hor        | 15 × 5 m   | Deux magasins                                                 |  |  |  |  |  |  |  |  |  |  |  |  |  |
|               |  |                             |                |                |            |                                                               |  |  |  |  |  |  |  |  |  |  |  |  |  |
| Oumm el-Qa'ab |  | Tombe B7/9                  | Dynastie 0 (?) | Ka             | 16 × 5 m   | Un magasin                                                    |  |  |  |  |  |  |  |  |  |  |  |  |  |
|               |  |                             |                |                |            |                                                               |  |  |  |  |  |  |  |  |  |  |  |  |  |
| Oumm el-Qa'ab |  | Tombe B17/18                | Ire dynastie   | Narmer         | 10 × 3,1 m | Un magasin                                                    |  |  |  |  |  |  |  |  |  |  |  |  |  |
|               |  |                             |                |                |            |                                                               |  |  |  |  |  |  |  |  |  |  |  |  |  |
| Oumm el-Qa'ab |  | Tombe B10/15/19, 13/14, B16 | Ire dynastie   | Hor-Aha        | 104 × 16 m | Trente-huit (trente-quatre tombes (?) et quatre magasins (?)) |  |  |  |  |  |  |  |  |  |  |  |  |  |
|               |  |                             |                |                |            |                                                               |  |  |  |  |  |  |  |  |  |  |  |  |  |
| Oumm el-Qa'ab |  | Tombe 0                     | Ire dynastie   | Djer           | 70 × 40 m  | 318 tombes et seize magasins                                  |  |  |  |  |  |  |  |  |  |  |  |  |  |
|               |  |                             |                |                |            |                                                               |  |  |  |  |  |  |  |  |  |  |  |  |  |
| Oumm el-Qa'ab |  | Tombe Z                     | Ire dynastie   | Djet           | 71 × 35 m  | 204 tombes et dix-neuf magasins                               |  |  |  |  |  |  |  |  |  |  |  |  |  |
|               |  |                             |                |                |            |                                                               |  |  |  |  |  |  |  |  |  |  |  |  |  |
| Oumm el-Qa'ab |  | Tombe Y                     | Ire dynastie   | Merneith       | 34 × 26 m  | Quarante-et-une tombes et huit magasins                       |  |  |  |  |  |  |  |  |  |  |  |  |  |
|               |  |                             |                |                |            |                                                               |  |  |  |  |  |  |  |  |  |  |  |  |  |
| Oumm el-Qa'ab |  | Tombe T                     | Ire dynastie   | Den            | 54 × 40 m  | 142 tombes et onze magasins                                   |  |  |  |  |  |  |  |  |  |  |  |  |  |
|               |  |                             |                |                |            |                                                               |  |  |  |  |  |  |  |  |  |  |  |  |  |
| Oumm el-Qa'ab |  | Tombe X                     | Ire dynastie   | Adjib          | 32 × 23 m  | Soixante-quatre tombes et un magasin                          |  |  |  |  |  |  |  |  |  |  |  |  |  |
|               |  |                             |                |                |            |                                                               |  |  |  |  |  |  |  |  |  |  |  |  |  |
| Oumm el-Qa'ab |  | Tombe U                     | Ire dynastie   | Sémerkhet      | 26 × 18 m  | Soixante-sept tombes et deux magasins                         |  |  |  |  |  |  |  |  |  |  |  |  |  |
|               |  |                             |                |                |            |                                                               |  |  |  |  |  |  |  |  |  |  |  |  |  |
| Oumm el-Qa'ab |  | Tombe Q                     | Ire dynastie   | Qâ             | 30 × 20 m  | Vingt-et-une tombes et dix-huit magasins                      |  |  |  |  |  |  |  |  |  |  |  |  |  |
|               |  |                             |                |                |            |                                                               |  |  |  |  |  |  |  |  |  |  |  |  |  |
| Saqqarah      |  | -                           | IIe dynastie   | Hotepsekhemoui | ?          | -                                                             |  |  |  |  |  |  |  |  |  |  |  |  |  |
|               |  |                             |                |                |            |                                                               |  |  |  |  |  |  |  |  |  |  |  |  |  |
| Saqqarah      |  | -                           | IIe dynastie   | Ninetjer       | ?          | -                                                             |  |  |  |  |  |  |  |  |  |  |  |  |  |
|               |  |                             |                |                |            |                                                               |  |  |  |  |  |  |  |  |  |  |  |  |  |
| Oumm el-Qa'ab |  | Tombe P                     | IIe dynastie   | Péribsen       | 18 × 15 m  | Sept magasins                                                 |  |  |  |  |  |  |  |  |  |  |  |  |  |
|               |  |                             |                |                |            |                                                               |  |  |  |  |  |  |  |  |  |  |  |  |  |
| Oumm el-Qa'ab |  | Tombe V                     | IIe dynastie   | Khâsekhemoui   | 70 × 18 m  | Cinquante-sept magasins                                       |  |  |  |  |  |  |  |  |  |  |  |  |  |
|               |  |                             |                |                |            |                                                               |  |  |  |  |  |  |  |  |  |  |  |  |  |

## Époque archaïque

### Sépultures royales
Les sépultures royales d'Oumm el-Qa'ab marquent une continuité dans l'évolution des sépultures pré-dynastiques présentes sur le site. Au début de la Ire dynastie, l'infrastructure des tombes gagne en volume ; le nombre de chambres et de magasins souterrains croît, ainsi que la profondeur et le nombre de tombes subsidiaires. Les reconstitutions de ce type de tombe reposent sur de nombreuses conjectures, difficilement vérifiables à l'heure actuelle. En effet, les pillages opérés durant l'Antiquité, ainsi que l'exploitation des briques crues par les sebakhins, ont provoqué la disparition totale des superstructures. Cependant, les dispositifs de couverture des chambres funéraires montrent que cette dernière devait être surplombée par un tumulus souterrain, symbolisant probablement la colline primordiale ou bien un « tremplin » pour que Pharaon puisse accéder au ciel,. La superstructure aurait été un massif de sable et de graviers, recouvert par une couche de briques crues.
L'expression consacrée pour désigner cet édifice est alors « tumulus » rectangulaire plutôt que « mastaba » à redans, bien que leur plan d'ensemble respectif ne puisse permettre de les distinguer.
Tous les souverains de la Ire dynastie ont été inhumés à Oumm el-Qa'ab tandis que ceux de la IIe dynastie choisirent comme lieu d'inhumation le site de Saqqarah. Il faut attendre la fin de cette dernière dynastie pour que le choix traditionnel d'Oumm el-Qa'ab soit de nouveau opté d'abord par Péribsen, ensuite par Khâsekhemoui.
Le successeur de ce dernier, Djéser, reviendra à Saqqarah pour y faire édifier son monumental complexe funéraire, la toute première pyramide d'Égypte.

### Tombe «royale» de Nagada

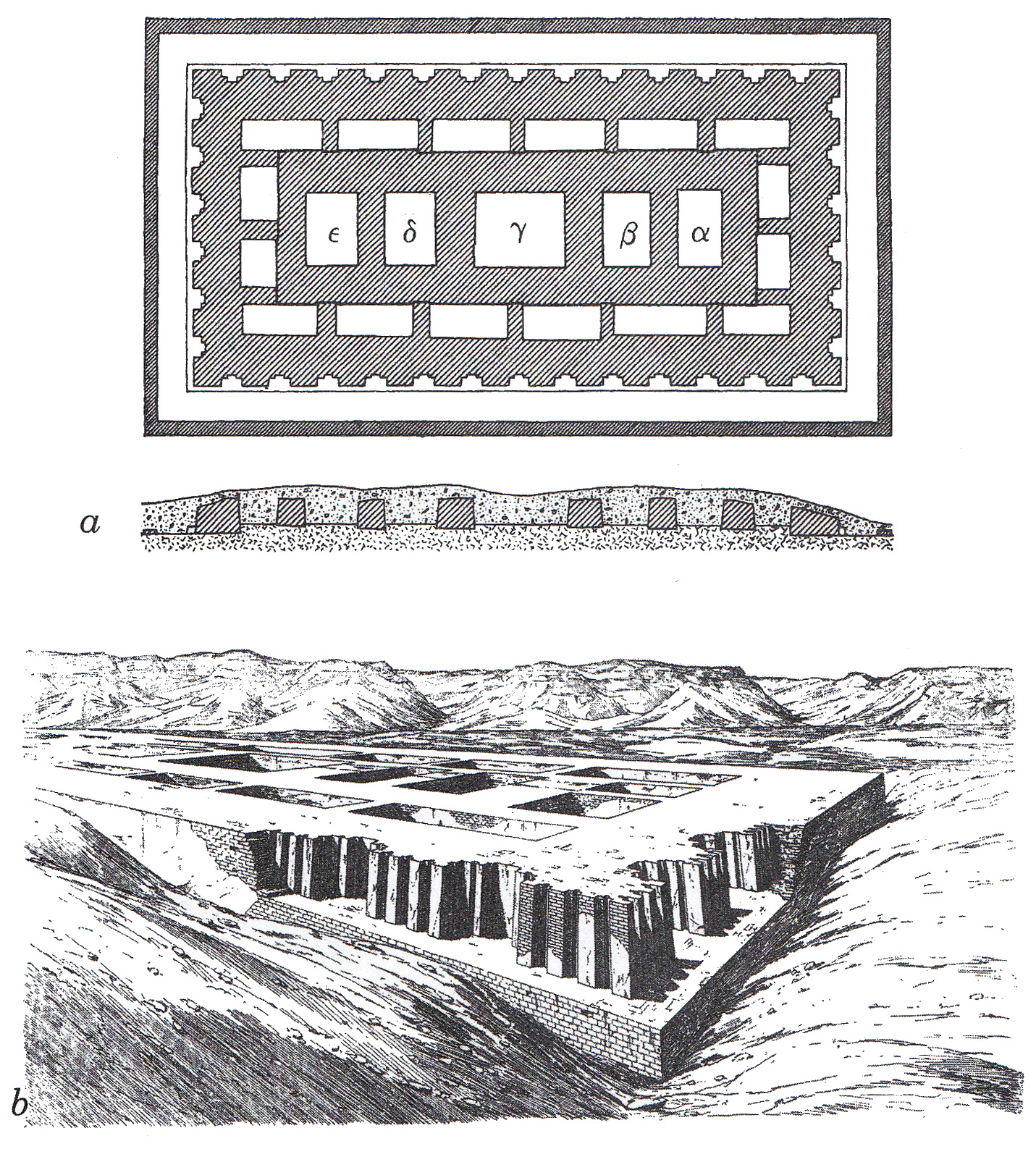
Tombe de Nagada (règne de Aha)

L'un des plus anciens mastabas dont nous ayons connaissance se situe à Nagada, en Haute-Égypte. Celui-ci, découvert par Jacques de Morgan, daterait du tout début de la Ire dynastie et représente, selon Jean-Philippe Lauer, le prototype des grandes tombes à redans. Son attribution reste très controversée. Il fut d'abord proposé, à partir des fragments d'inscriptions relevés sur le site, qu'il s'agissait du tombeau du souverain légendaire Ménès, identifié d'abord à Hor-Aha, ensuite à Narmer. Les dimensions peu communes de l'édifice vinrent renforcer l'idée que celui-ci était de nature royale.
Cependant, à la suite des dernières fouilles effectuées sur le terrain, une des premières théories visant à y voir la sépulture de la reine Neith-Hotep a été remise à l'ordre du jour. La présence en majorité d'objets de luxe gravés à son nom prouverait bien que cette reine bénéficia d'une sépulture aux dimensions plus ambitieuses que celle de son roi, située à Oumm el-Qa'ab.
Sa superstructure représente l'archétype de ce style d'architecture. Un grand massif rectangulaire, mesurant 43,4 × 26,7 m, était limité par un mur en briques crues épais de 4,2 m, et orné de redans. Le noyau de ce massif était compartimenté par l'intermédiaire de murs de refend, ces derniers créant cinq chambres dont la chambre sépulcrale, située au centre du mastaba.
Ce mastaba était lui-même ceint par un petit mur d'enceinte en briques crues. Il semble qu'il n'y eut aucune sépulture subsidiaire, si commune dans les ensembles funéraires contemporains.

### Grands mastabas à redans

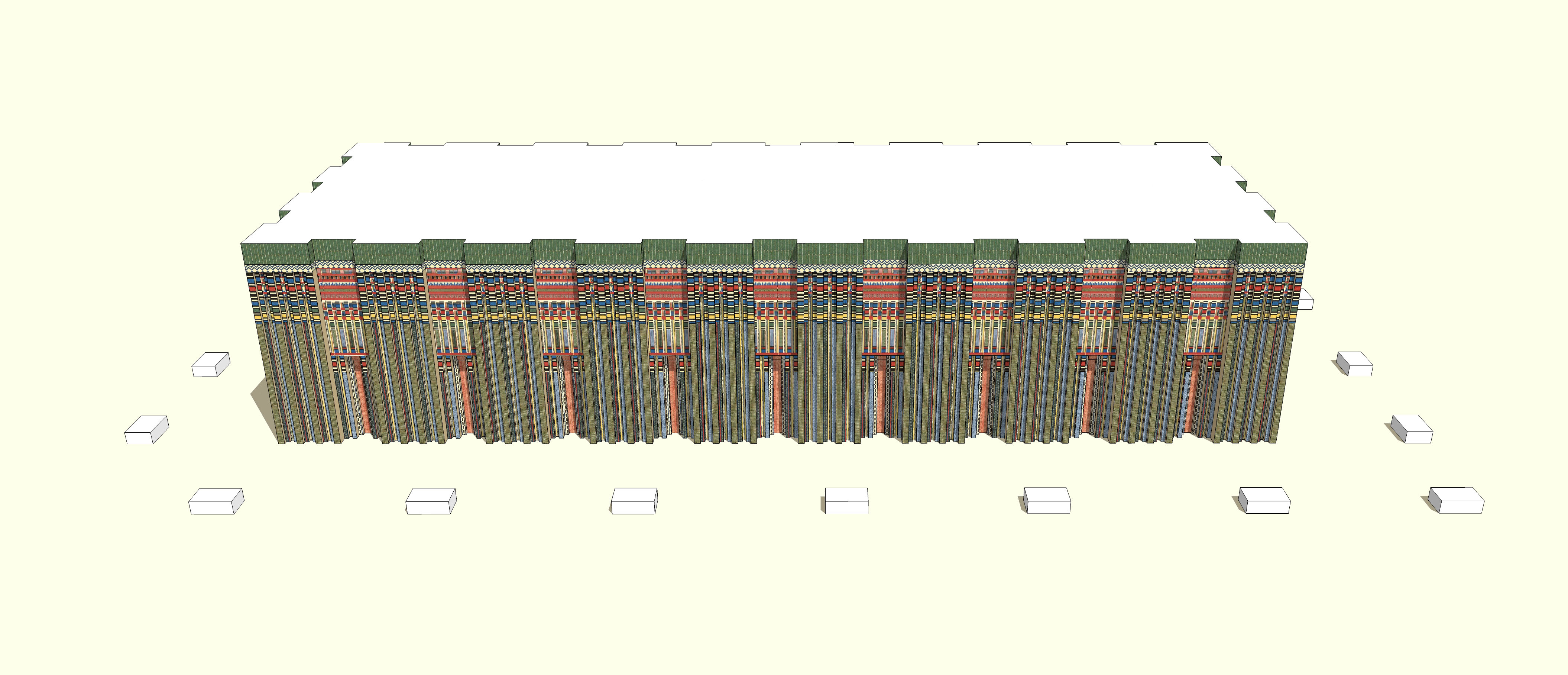
Reconstitution du mastaba S-3503 de Saqqarah

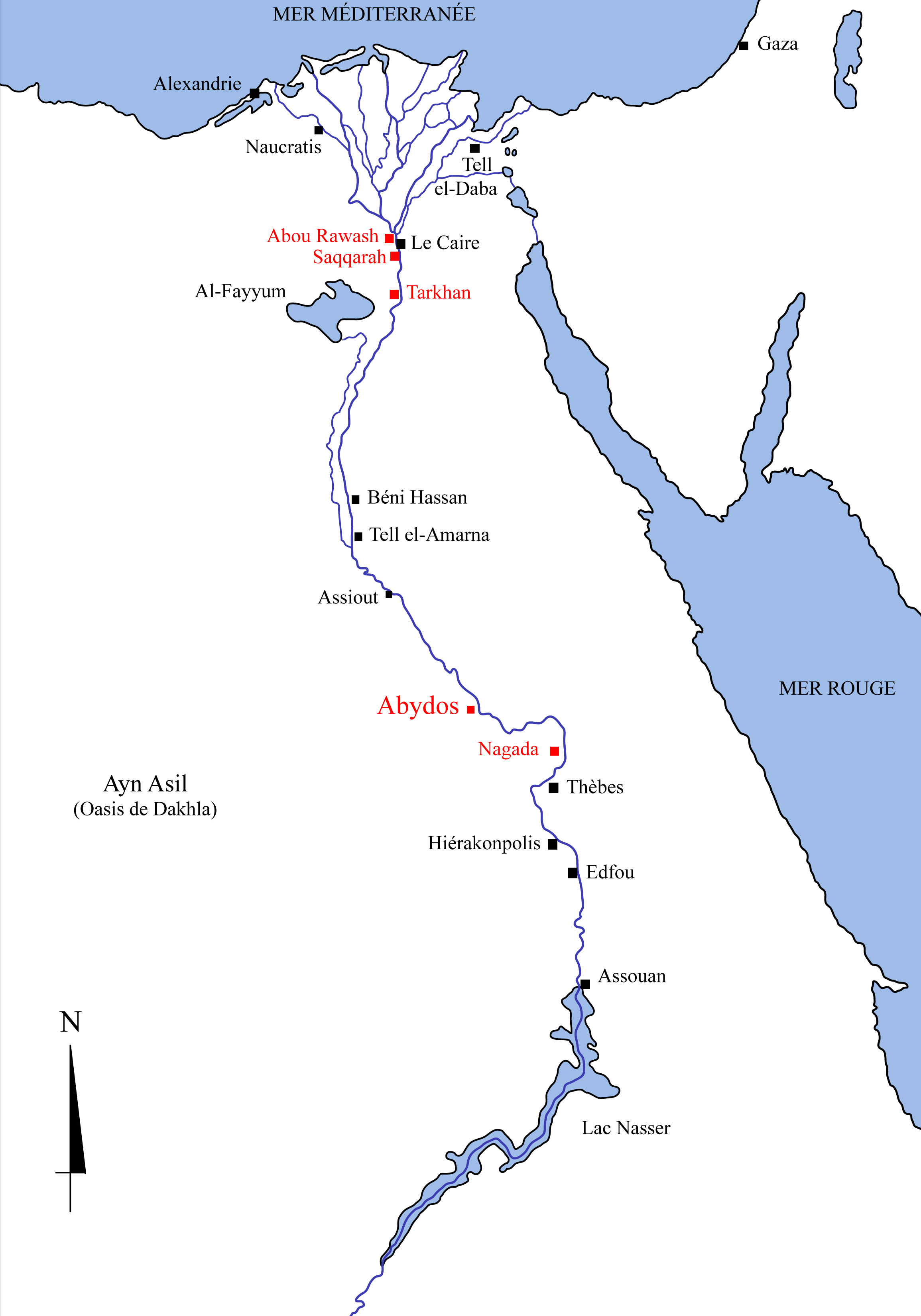
Positions des principaux sites funéraires de l'Égypte archaïque

Il y a peu, il était entendu que seuls deux sites archéologiques d'importance détenaient des grands mastabas du type « Nagada », en l'occurrence Oumm el-Qa'ab et Saqqarah. Mais récemment, les études ont révélé que Gizeh, Hélouân, Abou Rawash et Tarkhan constituaient également des lieux d'inhumations privilégiés ; le nombre élevé de sépultures et leur richesse architecturale en témoignent.
Les égyptologues s'accordent aujourd'hui à attribuer les sépultures d'Abydos aux souverains des Ire et IIe dynasties (en partie pour cette dernière). Pourtant, les sites tels que Gizeh, Hélouân, Abou Rawash, Tarkhan et surtout Saqqarah on révélé des édifices funéraires dont la richesse architecturale surpasse bien souvent celle des tombes royales de Haute-Égypte. Ces monuments sont des mastabas à redans (ou encore mastabas à niches, ou mastabas décorés en façade de palais) construits pour l'élite égyptienne.

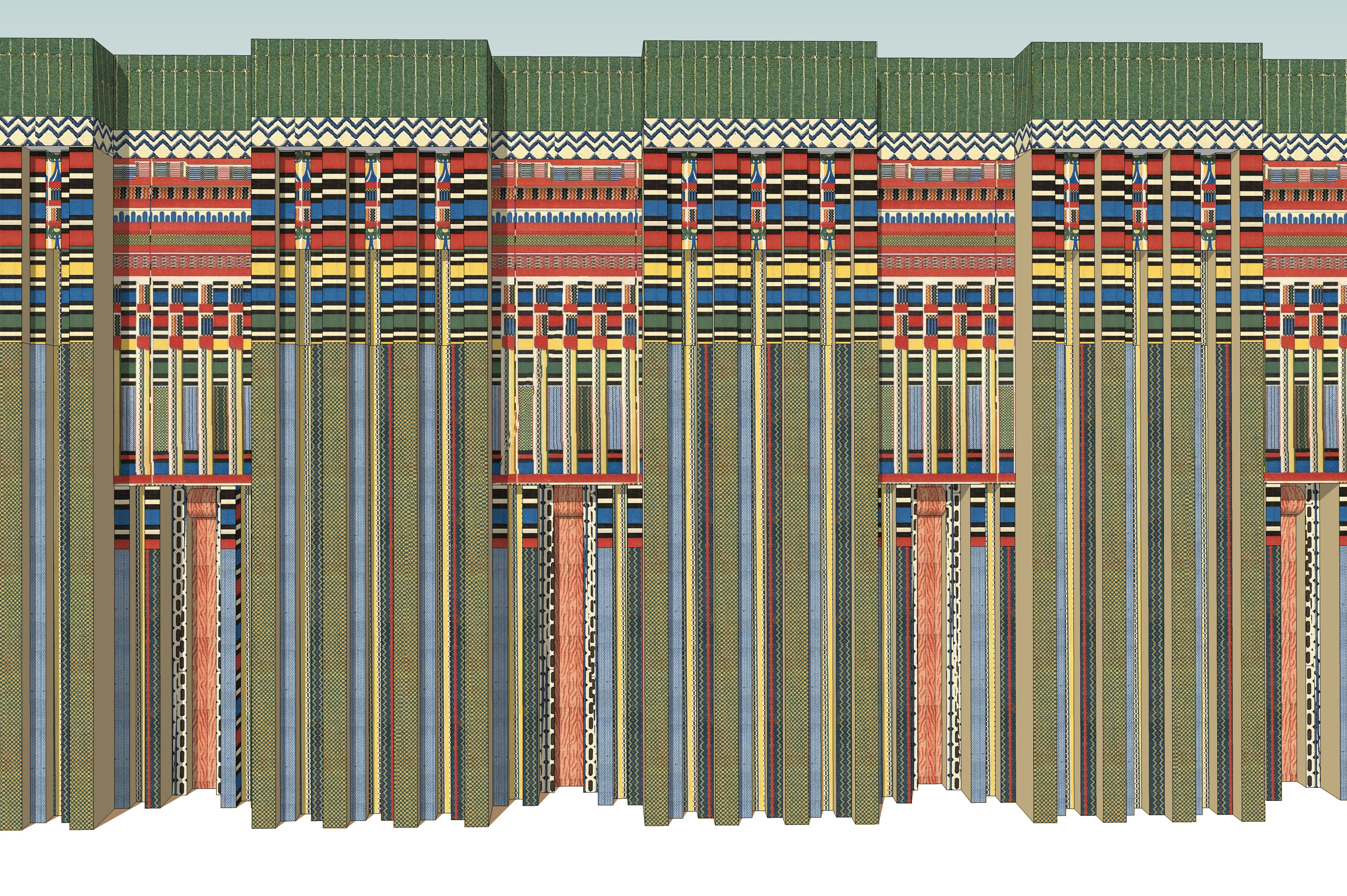
Décor en façade de palais

Un soin tout particulier a été accordé à la décoration de leurs superstructures. De dimensions imposantes, ceux-ci étaient parés, sous la Ire dynastie, de riches décors en façade de palais. Cet élément architectural acquit une valeur symbolique toute particulière dès l'époque pré-dynastique. Celui-ci se trouve d'ailleurs constamment représenté sur les serekhs (dès l'époque Nagada II), prouvant par là qu'il représentait un symbole royal majeur.
La signification première de ce type de décor se perd dans les premiers âges de la culture égyptienne pré-dynastique et aucun accord n'a encore été trouvé à ce sujet. D'une origine égyptienne ou mésopotamienne, cette architecture est assurément associée à une volonté forte d'afficher sa proximité avec le pouvoir royal ainsi que sa place au sommet de la hiérarchie.
L'appellation « décor en façade de palais » est très discutable puisqu'il ne subsiste rien des palais de cette époque. Nul ne sait donc quel était leur aspect. Il est toutefois très douteux que leurs murs étaient réellement percés de multiples portes à l'instar des enceintes à redans. Le symbolisme de ce motif ne devait sans doute pas avoir la même signification que ce fut dans un contexte civil ou bien funéraire. Dans une sépulture, les fausses portes permettaient peut-être au ka du souverain de pouvoir sortir afin de profiter des offrandes déposées par les prêtres. Tandis qu'elles empêchaient aux vivants d'accéder dans la sépulture. Quoi qu'il en soit, la profusion de motifs (fausses portes, nattes, mats), de couleurs et de niches affichait la richesse du propriétaire. Les grands mastabas à redans, perchés en haut des collines situées à la lisière de la vallée et aux portes de la cité de Memphis, devaient imposer l'autorité royale, dont le siège était encore en Abydos.
Les mastabas de la Ire dynastie, à l'instar des tombes royales de cette époque, étaient bordés de petites sépultures dont le nombre variait selon l'importance du propriétaire du mastaba et l'époque à laquelle ce dernier fut édifié. Il a très tôt été suggéré que ces sépultures avaient accueilli les dépouilles de serviteurs (ou d'animaux) sacrifiés peu après la mort du haut fonctionnaire ou du souverain, serviteurs qui auraient, de cette manière, pu continuer à servir leur maitre dans l'au-delà. Cette théorie fut longtemps jugée la plus pertinente par la communauté égyptologique. Seulement, depuis quelques décennies, celle-ci est de plus en plus remise en question. Et l'idée d'un sacrifice, dont la réalité est attestée aux époques prédynastiques, doit être plus nuancée et ne concerner que quelques cas particuliers. La pratique de ces inhumations disparut progressivement pour disparaitre dès la fin de la Ire dynastie.
La IIe dynastie marque une étape dans l'évolution des grandes sépultures. Le décor en façade de palais disparait progressivement, remplacé par une simple « niche fausse porte ». Les aménagements souterrains, quant à eux, sont de plus en plus complexes et préfigurent ceux du complexe funéraire de Djéser.

## Ancien Empire
Les sépultures royales de la Ire dynastie étaient entourées par les tombes subsidiaires de serviteurs ; mais cette coutume disparut avec la IIe dynastie. C'est durant la IVe dynastie que cette pratique fut renouvelée. La pyramide de Meïdoum est au centre d'un vaste complexe comprenant de nombreux mastabas affichant des éléments architecturaux traditionnels, mais aussi quelques innovations que l'on retrouvera dans les tombes privées de l'Ancien Empire. C'est ainsi que les grands pharaons de cette dynastie s'entourèrent des hauts dignitaires ayant officié durant leur vie terrestre, et qu'ils s'assurèrent de leurs services pour leur existence céleste.
Les mastabas M17, M16 (Néfermaât et M15 (Rahotep) de la nécropole de Meïdoum figurent parmi les plus imposants jamais bâtis par les anciens Égyptiens. Ceux-ci révélèrent en outre un art très raffiné et des œuvres peintes des plus remarquables que l'Égypte nous ait léguées (Oies de Meïdoum).
La nécropole des hauts fonctionnaires du complexe funéraire de Khéops est sans contexte le plus vaste des cimetières privés à mastabas érigés pour servir un souverain dans l'au-delà.

### Mastaba M16 de Néfermaât

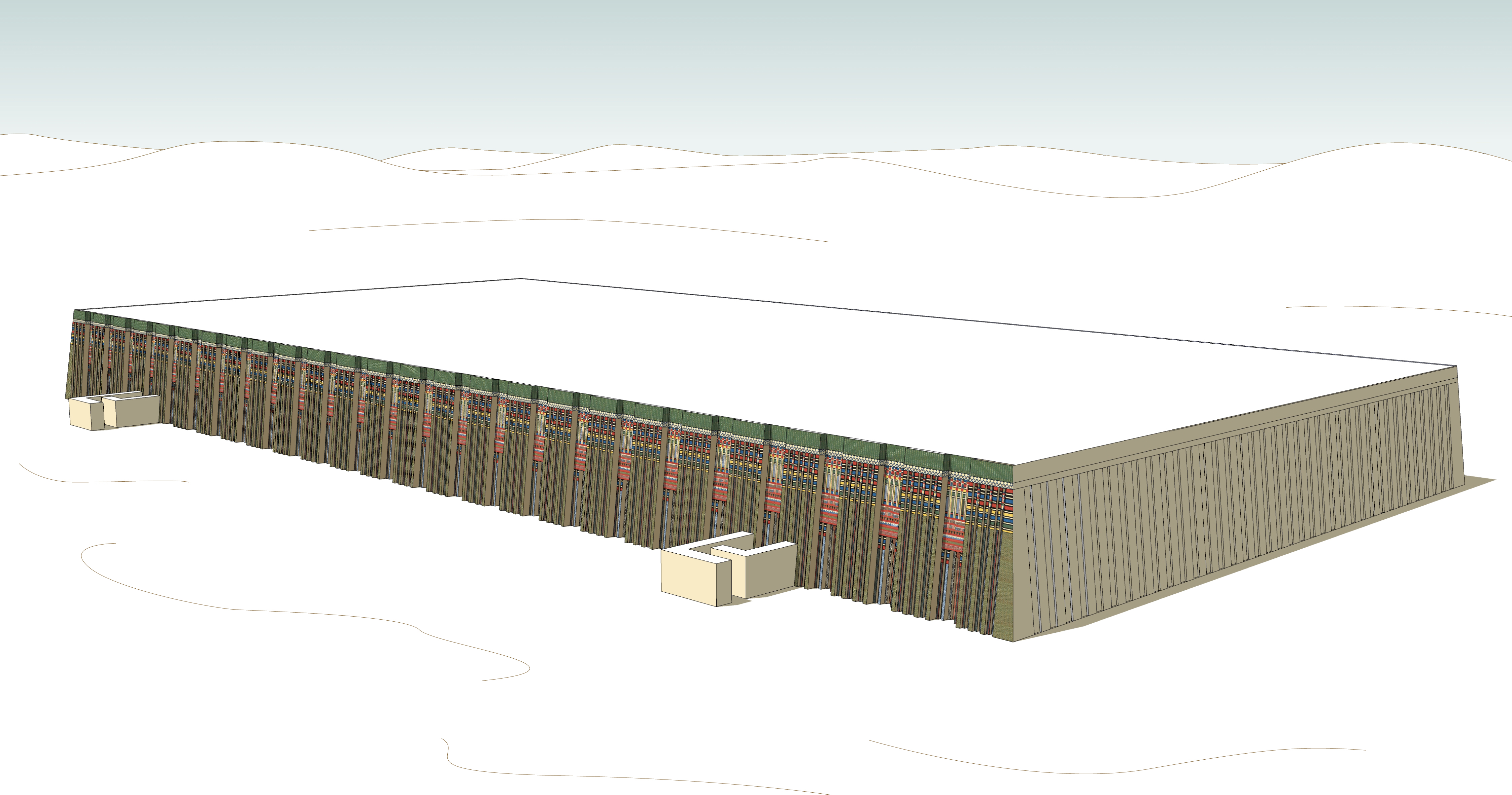
Reconstitution du mastaba de Néfermaât à Meïdoum,

### Mastabas de Gizeh
Le complexe funéraire de Khéops se trouve être lui-même au centre d'une vaste nécropole (l'une des plus vastes de la Basse-Égypte) composée de mastabas et de tombes ayant appartenu à des hauts fonctionnaires et des membres de la famille royale contemporains du règne de Khéops et d'autres un peu plus tardives de la IVe à la VIe dynastie. Le mastaba, contemporain de Khéops, suit un plan normalisé décrivant une substructure composée d'un puits vertical aboutissant à une chambre funéraire et une superstructure rectangulaire en pierres calcaires dans laquelle était aménagé un lieu de culte funéraire indiqué par une stèle fausse-porte protégée par une chapelle funéraire. Les tombeaux de cette époque sont caractérisés par une décoration très sobre, rompant le lien avec la tradition ornementale du règne précédent. Cependant, le répertoire iconographique s'enrichira au fil du temps et passera des représentations de scènes de repas funéraires à la IVe dynastie aux scènes de la vie quotidienne de la VIe dynastie, plus riches et plus personnalisées dont le développement imposera l'accroissement des surfaces à décorer et, par conséquent, du nombre de salles funéraires. Des sculptures typiques du règne de Khéops et de cette nécropole ont été découvertes dans de nombreux mastabas. Il s'agit des têtes de réserves. Fabriquées en plâtre, elles présentent chacune une forte individualité et leur destination, sans doute rituelle, est encore mal comprise. On distingue trois groupes principaux dans cette nécropole, le cimetière est, le cimetière sud (ou G1S) et le cimetière ouest. Les cimetières ouest et est furent en grande partie étudiés par l'égyptologue George Andrew Reisner.

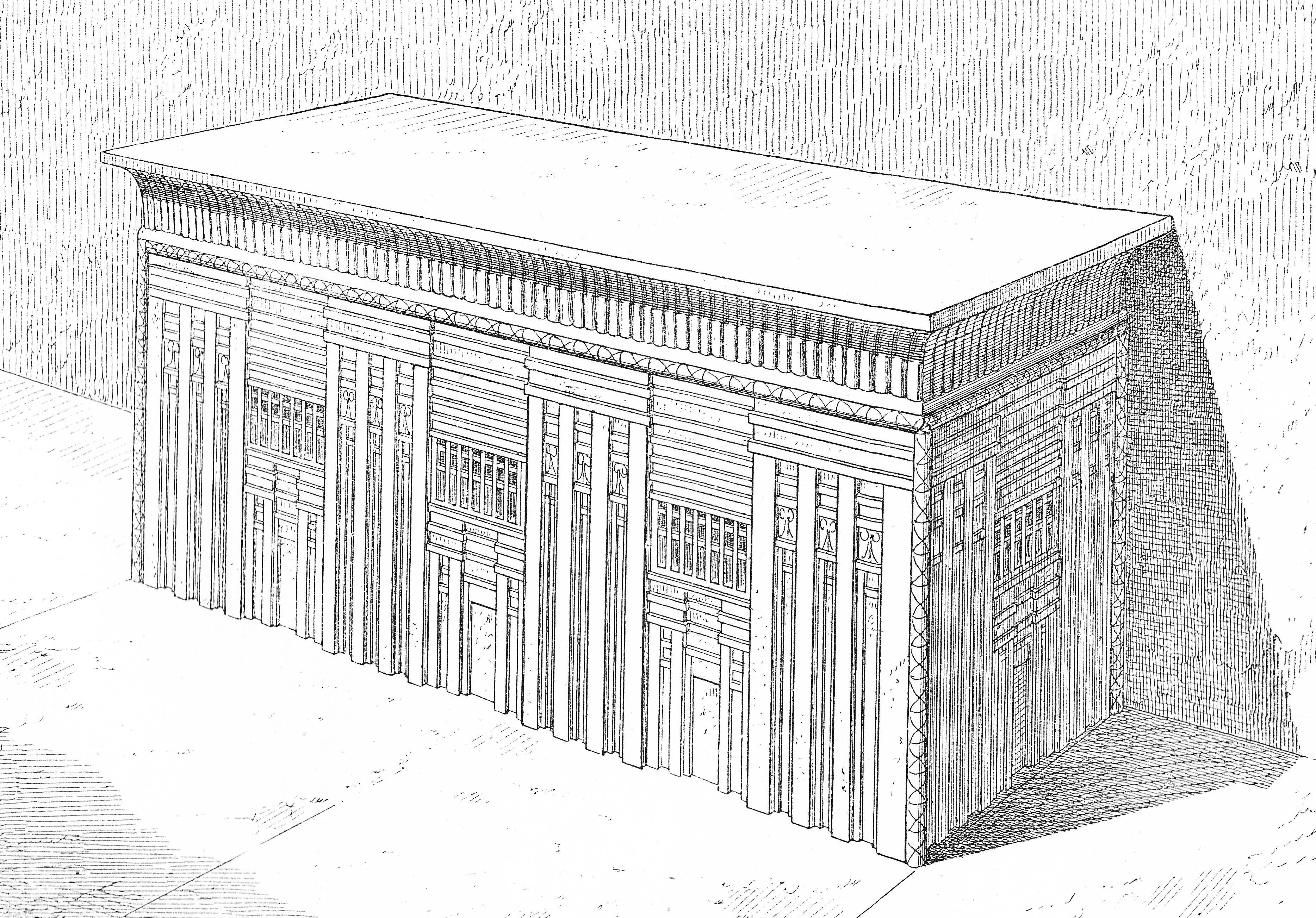
Sarcophage royal en forme de mastaba (Mykérinos, (IVe dynastie)
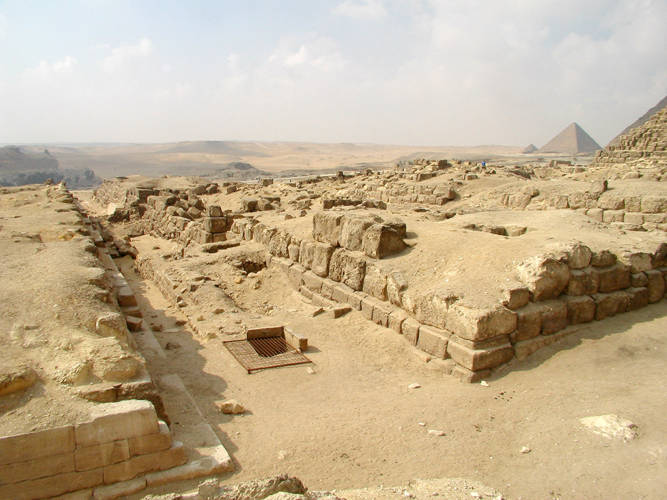
Mastabas de la nécropole Est de la pyramide de Khéops (IVe dynastie)
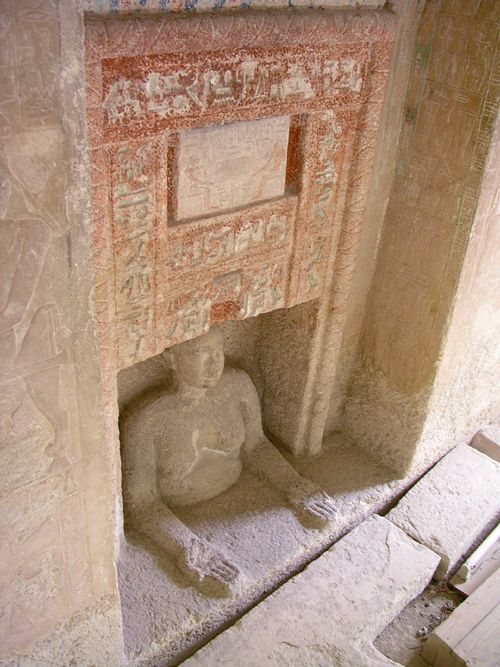
Mastaba d'Idou à Gizeh (IVe dynastie)

### Mastaba el-Faraoun

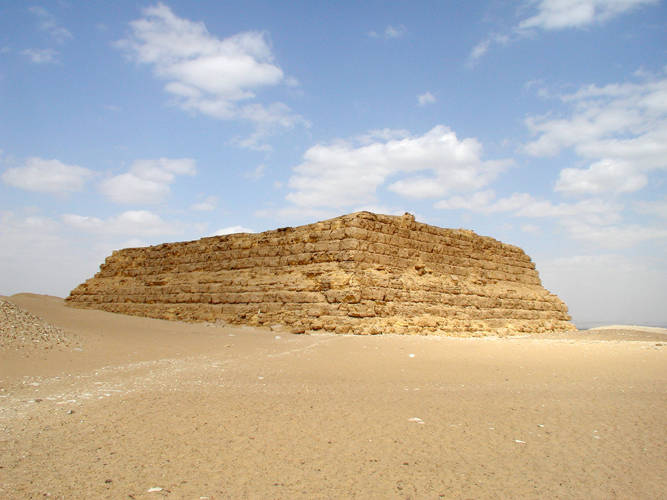
Le mastaba Faraoun à Saqqarah.

Le mastaba el-Faraoun est le nom donné par les Égyptiens contemporains au tombeau de Chepseskaf dernier souverain de la IVe dynastie. Ce tombeau marque un tournant dans l'édification des tombes royales de l'Ancien Empire. En effet, depuis la IIIe dynastie chaque pharaon se fait édifier un complexe funéraire dont le principal monument est une pyramide qui atteint, avec la IVe dynastie, des proportions colossales et une perfection géométrique qui force l'admiration depuis l'Antiquité.
Non seulement Chepseskaf rompt avec le choix de ses prédécesseurs de bâtir le complexe funéraire en face d'Héliopolis en faisant établir le sien propre à Saqqarah, mais plus encore la rupture semble être complète par l'édification non plus d'une pyramide mais d'un gigantesque mastaba qui néanmoins est inclus dans un complexe funéraire.
Ce fait est diversement interprété par les égyptologues. Certaines théories penchent en faveur d'un complexe inachevé en raison de la brièveté du règne ce qui expliquerait que la plupart des éléments du complexe sont en briques crues. D'autres militent pour une remise en question du dogme héliopolitain, le choix de la forme du monument, qui s'apparenterait soit à une reproduction du sanctuaire primitif de Bouto soit à un gigantesque sarcophage démontrant une volonté affichée du roi de se rapprocher du mythe osirien.
Quoi qu'il en soit, ce tombeau à l'écart des sentiers battus reste une œuvre typique de la IVe dynastie par la disposition des appartements funéraires royaux, le choix des matériaux de construction et de revêtement du monument ou encore par le plan du complexe funéraire dans son ensemble.

## Moyen Empire

En bleu, la chapelle funéraire avec sur le mur du fond la porte postiche. En rouge, le puits qui part du sommet du mastaba et s'enfonce sous terre. En vert, le caveau et son sarcophage. En gris, les remblais qui occupaient en fait une grande partie du mastaba.

La chapelle du mastaba du noble Akhethétep, dont les ruines sont encore visibles sur le plateau de Saqqarah est reconstitué au Musée du Louvre.

## Fonctions
Le mastaba est à la fois une sépulture pour l'enveloppe charnelle du défunt et le lieu de résidence de son ka. C'est pour cette raison que la forme du mastaba rappelle celle d'un palais.

## Des mastabas aux pyramides

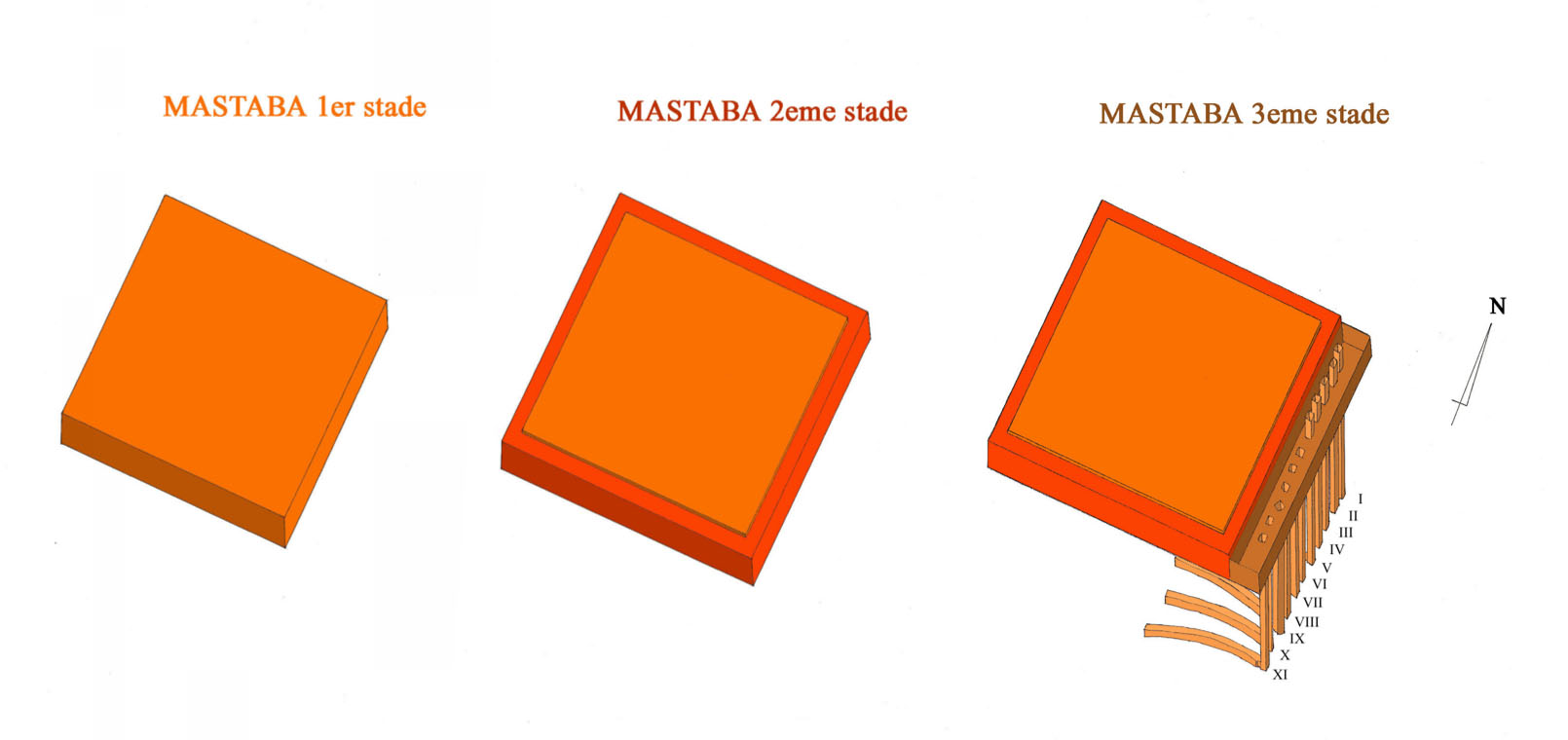
Évolution du mastaba initial du complexe funéraire de Djéser à Saqqarah

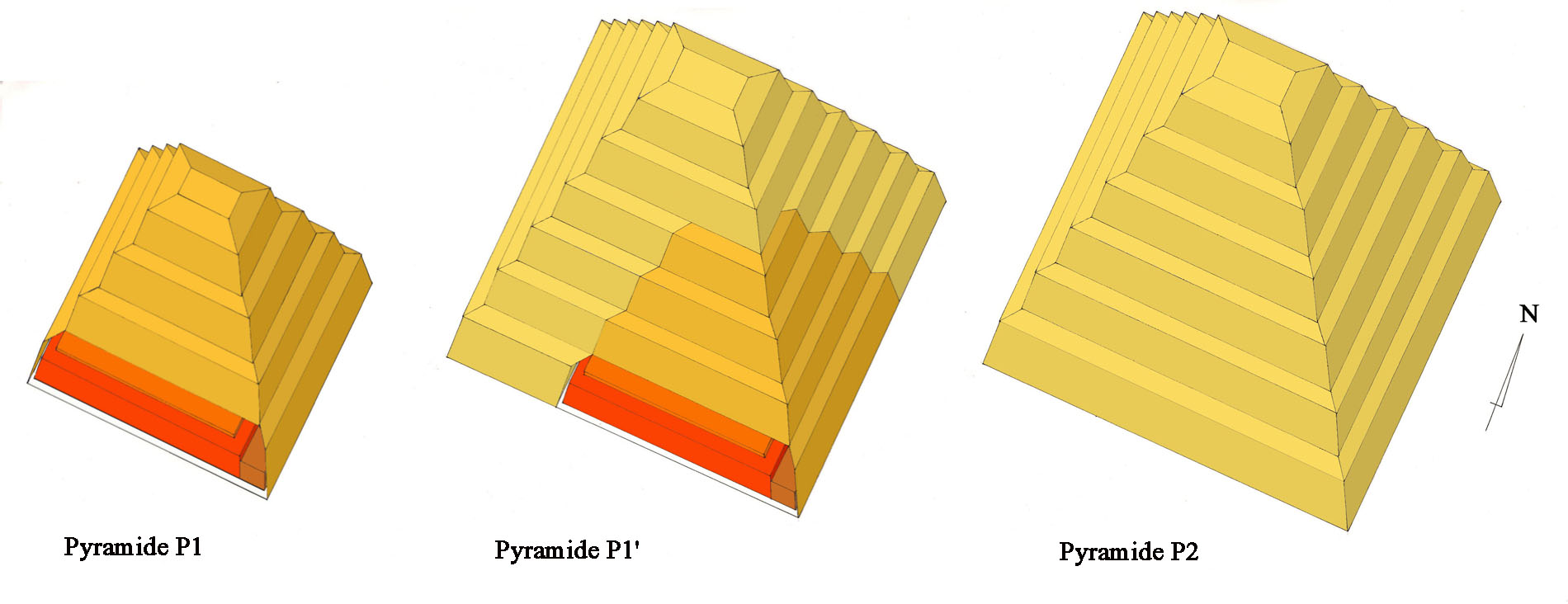
Évolution du mastaba en pyramide (complexe funéraire de Djéser à Saqqarah)

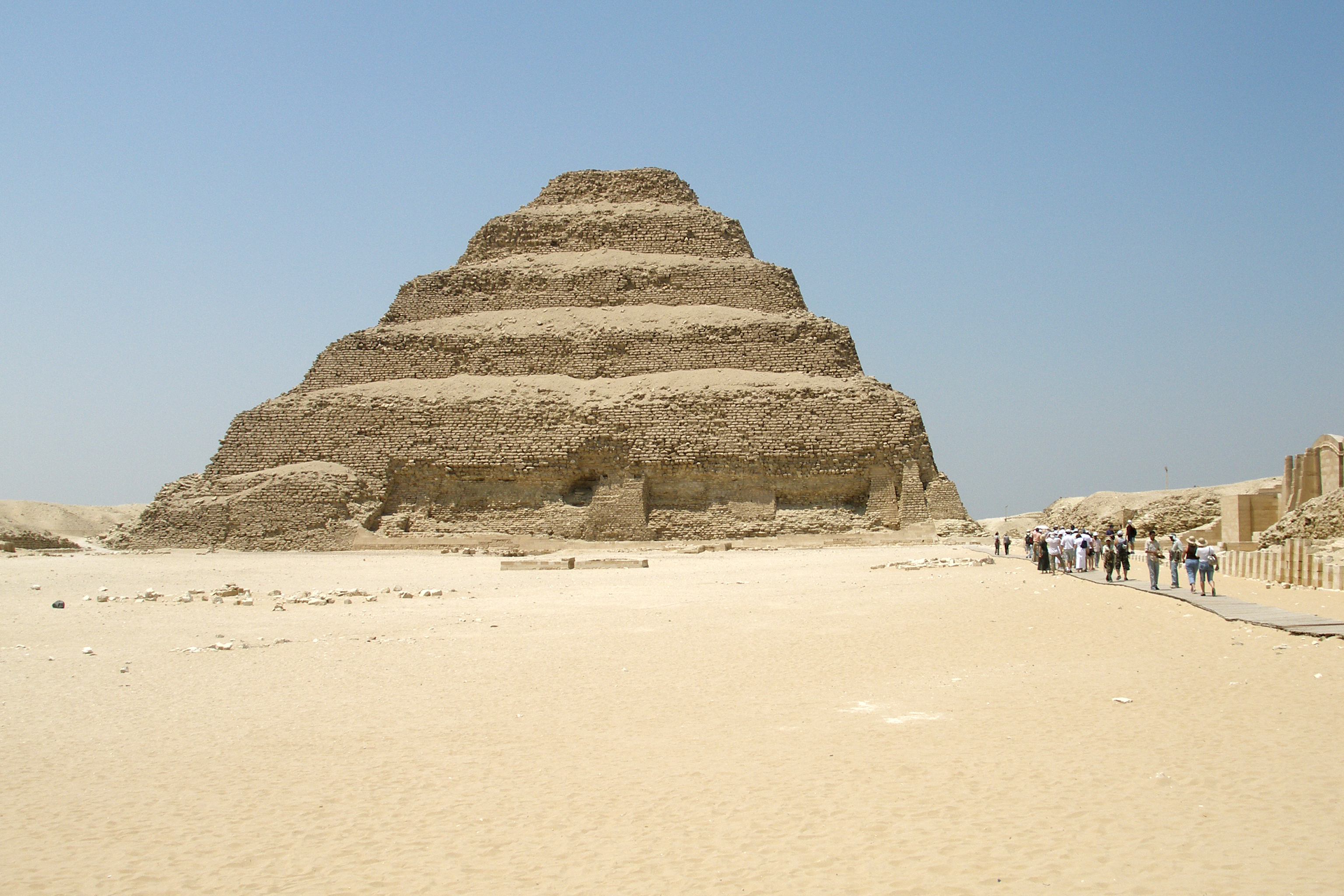
Nécropole de Memphis, pyramide à degrés de Djéser

Avec les débuts de la IIIe dynastie (vers -2700 à -2600), les mastabas sont devenus des pyramides à degrés, constituées de plusieurs étages successifs ayant la forme globale d'un escalier gigantesque s'élevant vers le ciel. La première et la plus célèbre de ces pyramides à degrés est la pyramide de Djéser à Saqqarah, dont l'architecte était Imhotep. Celui-ci voulut ériger une pyramide à degrés s'élevant, tel un escalier gigantesque, vers le ciel afin de symboliser l'ascension du défunt du « monde souterrain » vers les « Cieux ».
L'étape suivante de l'évolution des pyramides à degrés fut l'édification par le roi Snéfrou d'une pyramide dite rhomboïdale sur le site de Dahchour. La pyramide rhomboïdale est un intermédiaire entre les pyramides à degrés et les pyramides à faces lisses. La pyramide rhomboïdale est une pyramide dont les faces lisses constituent une pente par morceaux dont l'inclinaison est différente. Le fait que la pente n'est pas uniforme tout au long de la pyramide, mais rhomboïdale, provient de ce que les architectes à l'origine de cette pyramide pensaient que la pente initiale était trop prononcée et fragilisait la construction ; ils la transformèrent donc suivant la forme décrite précédemment.
Ce type de pyramide est donc la dernière étape menant au stade ultime de l'évolution des pyramides d'Égypte vers les pyramides à faces lisses de la IVe dynastie (vers -2573 à -2454) ; parmi les plus célèbres on trouve les pyramides de Khéops, Khéphren, et Mykérinos, à Gizeh au Caire.